# Habbo
Habbo è una comunità virtuale creata dall'azienda finlandese Sulake, inizialmente lanciata con il nome di Hotelli Kultakala (in lingua finlandese, "Hotel Pesce d'Oro"). Il sito è stato sviluppato da Aapo Kyrölä e Sampo Karjalainen ed è ambientato in un hotel virtuale, dove gli utenti, rappresentati da avatar chiamati Habbo, possono interagire tra loro in stanze private oppure in aree comuni accessibili a tutti.

## Storia
Prima della creazione di Habbo Hotel, Aapo Kyrölä e Sampo Karjalainen svilupparono diverse piattaforme con caratteristiche simili al futuro Habbo, tra cui Mobiles Disco, Snow War e altri progetti minori. Successivamente, decisero di integrare le funzionalità principali di queste esperienze in un’unica piattaforma, dando origine a Hotelli Kultakala, che fu poi rinominata Habbo. Il primo hotel virtuale fu lanciato nell'agosto del 2000 e raggiunse rapidamente circa 6.000 utenti. Considerando la crescente presenza di utenti internazionali, fu aperto il primo hotel straniero il 4 gennaio 2001, destinato al pubblico di lingua inglese. La versione italiana, Habbo Italia, fu inaugurata il 21 novembre 2003.
In origine, gli hotel presentavano una grafica molto semplice e un sistema di moderazione basato sugli Hobba, utenti selezionati in base al loro comportamento e incaricati di supportare la comunità. Un ulteriore gruppo di moderatori fu introdotto tra il 2006 e il 2008 con il nome di Habbo X, con funzioni simili a quelle degli Hobba.Nel corso degli anni, Habbo ha subito numerose modifiche grafiche e strutturali. Una delle trasformazioni più rilevanti fu l’introduzione della versione "Beta", che segnò l’abbandono della tecnologia Shockwave a favore di Flash.Nel 2010, per razionalizzare la gestione delle piattaforme, furono accorpati diversi hotel appartenenti a lingue comuni: ad esempio, quelli statunitense, britannico, irlandese e singaporiano furono unificati in un unico hotel di lingua inglese.Nello stesso anno, Habbo.it superò i 6 milioni di utenti registrati in Italia.
Nel 2011, Habbo Hotel ha siglato un accordo di co-marketing con MTV Italia per avviare una partnership che prevedeva la creazione di spazi virtuali a tema e iniziative congiunte all’interno della piattaforma.
Nel febbraio 2012, Sulake annunciò un ridimensionamento del personale, con il taglio del 25% dei dipendenti. Tra le figure eliminate vi fu anche l’Hotel Manager della versione italiana, lasciando l’hotel privo di aggiornamenti per circa un mese. Nel giugno dello stesso anno furono introdotti gli Helper, utenti selezionati in base al raggiungimento di determinati traguardi, ai quali veniva affidato il compito di assistere altri utenti attraverso un apposito strumento di chat. Ad agosto 2012, il sistema degli Helper venne ampliato con l’introduzione dei Guardiani. Oltre alle funzioni previste per gli Helper, i Guardiani potevano consultare i log delle conversazioni (in forma anonima) e applicare sanzioni temporanee, come il mutismo di 15 minuti, agli utenti responsabili di comportamenti scorretti, come episodi di bullismo.
A partire dal 2013, in tutti gli hotel Habbo è stata introdotta una nuova interfaccia grafica. Nel dicembre dello stesso anno, su Habbo.com viene lanciato il “Builders Club”, un abbonamento dal costo di 10 dollari che consente agli utenti di posare un elevato numero di furni senza acquistarli singolarmente dal catalogo. Sebbene l’inventario dei furni disponibili sia ampio, esso è comunque limitato e vincolato all’abbonamento attivo. Alla scadenza dell’abbonamento, tutte le stanze contenenti furni ottenuti tramite il Builders Club vengono temporaneamente chiuse, restando inaccessibili fino al rinnovo del servizio.
Alla fine del 2014 venne introdotta una nuova figura chiamata “Ambasciatore”: un gruppo ristretto di utenti selezionati direttamente dallo staff della piattaforma. Il loro compito principale è quello di offrire supporto ai nuovi iscritti e di vigilare sul comportamento degli utenti nelle aree pubbliche, con la possibilità di intervenire direttamente per ammonire o allontanare chi non rispetta le regole.
Nel 2017, il Museo Finlandese dei Giochi (Suomen pelimuseo), dedicato sia ai giochi elettronici che a quelli tradizionali, ha inserito Habbo tra i primi 100 giochi classici finlandesi selezionati per la propria collezione permanente.
Il 13 gennaio 2021, in seguito alla fine del supporto ufficiale ad Adobe Flash Player (terminato il 31 dicembre 2020), Habbo ha rilasciato la Open Beta della nuova versione della piattaforma, denominata Habbo 2020. Questa versione, sviluppata con tecnologia Unity, ha introdotto numerosi cambiamenti nell’interfaccia e nelle funzionalità, suscitando reazioni contrastanti da parte della community. A causa dell’elevato numero di bug e delle funzionalità mancanti, Sulake ha temporaneamente reso disponibile anche un client scaricabile, simile alla precedente versione basata su Flash, permettendo così il funzionamento parallelo dei due client durante la fase di transizione.

## Modalità di gioco

Un'immagine di gioco.

La piattaforma è strutturata in ambienti privati e spazi pubblici. Gli ambienti privati vengono creati dagli utenti, che li arredano con oggetti virtuali personalizzabili. Questi spazi possono essere resi accessibili a tutti, protetti da una password oppure riservati solo a determinati utenti, a discrezione del proprietario. Gli spazi pubblici, invece, sono progettati e gestiti dai moderatori del sistema e sono liberamente accessibili da chiunque. La creazione di un personaggio Habbo e l'utilizzo dell'Hotel sono gratuiti, ma ottenere furni, diventare membro HC o entrare a far parte del Builder Club richiedono il pagamento di somme di denaro.
Per accedere a determinati vantaggi all’interno della piattaforma, gli utenti possono sottoscrivere un abbonamento mensile. Tale iscrizione consente di usufruire di benefici esclusivi, quali una maggiore personalizzazione dell’avatar tramite look e acconciature aggiuntive, l’accesso a movimenti speciali, la ricezione di premi periodici, l’applicazione di effetti visivi al personaggio, l’ampliamento della lista amici e la possibilità di modificare con maggiore libertà l’aspetto delle proprie stanze virtuali.
Inoltre, gli utenti iscritti al Builder Club o all’Habbo Club non visualizzano annunci pubblicitari durante la navigazione sulla piattaforma.

### Giochi
All’interno di Habbo sono disponibili numerosi giochi che possono essere creati dagli utenti acquistando i furni dal catalogo. Ogni giocatore ha la possibilità di inventare nuovi giochi combinando tra loro furni speciali chiamati Wired. Spesso, i giochi prevedono premi per i vincitori, come crediti virtuali o furni. Inoltre, esistono giochi ufficiali venduti direttamente nella piattaforma, che gli utenti possono ricreare nelle proprie stanze utilizzando i crediti a pagamento.

### Strumenti
Nella barra inferiore del client sono presenti diversi strumenti che permettono agli utenti di interagire all’interno dell’hotel virtuale. 
Tra questi, un navigatore consente di spostarsi tra le varie stanze, cercare nuove aree o crearne di proprie. Il visualizzatore di eventi offre un’interfaccia dedicata alla creazione di annunci, detti “eventi”, attraverso i quali gli utenti possono invitare altri a partecipare alle proprie stanze. Con l’introduzione della versione 4.0, la gestione degli eventi è stata integrata direttamente all’interno del navigatore.
Il Negozio (precedentemente chiamato Catalogo) consente agli utenti di acquistare furni, ovvero oggetti virtuali suddivisi in varie categorie. Nel negozio è possibile acquistare anche cuccioli virtuali, animali digitali, e BOT, personaggi controllati automaticamente. L'inventario personale raccoglie tutti i furni, distintivi, cuccioli, BOT e altri oggetti, sia in affitto sia di proprietà, e permette all’utente di utilizzarli all’interno della piattaforma.
È possibile accedere alla lista amici e avviare chat private con altri utenti anche senza trovarsi nella stessa stanza virtuale. Inoltre, è possibile seguire gli amici nella stanza in cui si trovano in tempo reale. La lista amici ha un limite massimo di contatti, che può essere ampliato sottoscrivendo un abbonamento all’Habbo Club.

### Monete di scambio

#### Crediti
I crediti rappresentano la valuta principale per effettuare acquisti e compiere azioni all’interno dell’hotel virtuale. Possono essere acquistati con carta di credito, carta prepagata o tramite Habbo Card, ma è anche possibile ottenerli gratuitamente partecipando a offerte proposte da Sulake, come sondaggi, registrazioni a siti partner o installazione di software. I crediti sono una moneta virtuale scambiabile tra gli utenti della piattaforma.

#### Duckets
Dal 1º marzo 2012, in tutti gli hotel di Habbo è stata introdotta una nuova moneta virtuale chiamata Duckets (detti anche Anatroccoli), che in parte ha sostituito i Pixel. A differenza dei Pixel, i Duckets possono essere ottenuti una sola volta al giorno e la quantità ricevuta dipende dal tempo di connessione giornaliero dell'utente. Con i Duckets è possibile "noleggiare" particolari furni (oggetti d'arredamento virtuale) che scadono dopo una settimana.I Duckets possono essere guadagnati anche completando specifiche missioni, come ad esempio aumentare il numero di amici o visitare un certo numero di stanze. Il limite massimo di Duckets accumulabili è fissato a 650 per gli utenti normali e a 1300 per gli utenti HC (Habbo Club). Ogni giorno, al momento del login, gli utenti ricevono fino a 100 Duckets (per gli utenti normali) o fino a 200 Duckets (per gli utenti HC), calcolati in base al tempo trascorso online nel giorno precedente.

#### Diamanti
Un'altra moneta virtuale presente in Habbo sono i Diamanti, ottenibili esclusivamente tramite l'acquisto di crediti reali. I Diamanti possono essere utilizzati per acquistare furni rari o pacchetti contenenti diversi furni. A differenza di altre monete, i Diamanti non sono scambiabili tra gli utenti.

## Eredità

### Habbo x
In data 21 aprile 2022, la società proprietaria di Habbo ha annunciato l’intenzione di espandere il gioco con un nuovo hotel basato sul metaverso, la cui disponibilità è prevista una volta completata l’integrazione completa.
Nel settembre 2021 è stata introdotta una collezione NFT, composta da avatar Habbo che possono essere utilizzati anche nella community. Inoltre è stato previsto di introdurre il nuovo Habbo Hotel per la fine 2022,  basato solo su NFT.Un primo test beta online 24 ore su 24 era previsto per il 12 dicembre 2022, ma non ci sono prove certe che questo test sia effettivamente avvenuto. 

### Habbo nel mondo
Al 3 dicembre 2022, sono 9 i siti ancora operativi. 
Tre hotel sono stati definitivamente chiusi: 
- Habbo Danimarca
- Habbo Norvegia
- Habbo Svezia

operativi rispettivamente da dicembre 2004, giugno 2004 e dicembre 2003.
L'8 agosto 2012 è stato inaugurato Habbo Turchia. Nel 2010, diversi hotel con la stessa lingua sono stati unificati in un unico hotel regionale. Ad esempio, gli hotel dei Paesi di lingua inglese (Regno Unito, Irlanda, India, Singapore, Filippine, Nuova Zelanda, Malesia, Australia) sono stati riuniti con quello americano; analogamente, sono stati unificati gli hotel di lingua spagnola (tra cui Venezuela e Perù), tedesca e albanese.
| Paese       | Sito         | Data Apertura    |
| ----------- | ------------ | ---------------- |
| Finlandia   | habbo.fi     | Agosto 2000      |
| Spagna      | habbo.es     | Settembre 2003   |
| Italia      | habbo.it     | 21 Novembre 2003 |
| Paesi Bassi | habbo.nl     | Febbraio 2004    |
| Germania    | habbo.de     | Marzo 2004       |
| Francia     | habbo.fr     | Novembre 2004    |
| Brasile     | habbo.com.br | Febbraio 2006    |
| Stati Uniti | habbo.com    | 5 maggio 2010    |
| Turchia     | habbo.com.tr | Agosto 2012      |

## Controversie
In seguito a una indagine di Channel 4 durata due mesi e divulgata martedì 12 giugno 2012, in cui l'emittente comunicava di aver scoperto la presenza di utenti che rilasciavano messaggi violenti e pornografici , la Sulake decise di sospendere tutti i servizi di chat.
Paul LaFontaine, amministratore delegato di Sulake, in un post sul suo blog nel sito della società, dichiarò che la Società "stava rivedendo i piani a lungo termine per la comunità Habbo" e spiegava la decisione di sospendere i servizi di chat, dopo la pubblicazione dell'indagine di Channel 4.
I servizi della chat furono reintegrati sempre nel giugno del 2012, ma, in seguito al servizio di Channel 4, due investitori principali nella società, Balderton Capital e 3I, ritirarono il loro finanziamento, mentre alcuni rivenditori del Regno Unito, come GameStop e Tesco, smisero di vendere carte regalo Habbo.